# Число (граматика)
Вижте пояснителната страница за други значения на Число.
 Тази статия е за граматическата категория число в различните езици.  За българския език вижте Число в българския език.  
В лингвистиката числото е граматическа категория, присъща на съществителните, прилагателните, числителните имена, местоименията и глаголите. Числото изразява количествената характеристика на предметите, които могат да се броят и да се измерват.

## Исторически преглед
Широко разгърнатата, многочленна система на числото е характерна за сравнително ограничен брой езици (някои австралийски, полинезийски, меланезийски, микронезийски, папуански езици). Някои числа се отнасят само до местоименията и/или глаголите, но не и до съществителните имена. Категорията число е резултат от цялостната познавателна дейност на човека. Числото (количеството) се реализира в три субкатегории:
- Количество на предметите и лицата – изразява се по граматически път с морфологични средства и по лексикален път (с числови обозначения, бройни думи, думи квантификатори). Лексикалните средства, изглежда, са застъпени във всички езици, докато граматическата категория число може да липсва в отделни езици (напр. в индонезийския), дори в цели езикови семейства (напр. китайско-тибетското).

- Количество на процеса – изразява се чрез видови опозиции (пиша – напиша), чрез интеративни форми, чрез редупликация, както и с лексикални средства (говори много, пет пъти напомни); рус. сто раз повторил; англ. he came twice.

- Количество на признака на предмета – намира езикова реализация в синтетичните форми на степените за сравнение или се изразява чрез служебни думи (бълг. по-силен; фр. Plus interessant), суплетивни форми (лат. malus – peior), редупликация (итал. Bianco – bianco = bianchissimo, piccolo piccolo = molto piccolo) и по други начини.

В езиците, в които афиксите са „стандартни“ и следват определен ред (по-близо до корена/основата стои афиксът с най-широко значение), афиксът за множественост заема най-предна позиция (напр. в унгарския език падежните суфикси следват суфикса за мн.ч.; в мансийския и хантийския език числовите показатели се присъединяват към основата, а след тях идват формантите, изразяващи синтактични отношения).

## Географско разпределение
Задължителното маркиране на множествено число при всички съществителни имена е характерно за територията на северната и западната част на Евразия и в повечето части на Азия. Останалата част от света представя разнородна картина. Маркирането на множествено число е особено често срещано в Югоизточна и Източна Азия и Австралия, а пълната липса на маркиране на множествено число – в Нова Гвинея и Австралия.

## Числото в някои езици

### Английски
В английския език категорията число се противопоставя по признака единичност – множественост. Множественото число на съществителните имена се образува като към думата се добави окончанието –(е)s. Местоименията имат нестандартни форми за множествено число, например като АЗ (I) в сравнение с НИЕ (WE), защото са древни и често използвани думи. При глаголите в английския език се различава единствено от множествено число само в трето лице: „He goes.” и “They go.”

### Шведски
В шведския език за образуване на множествено число при съществителните се използват окончания в зависимост от склонението на съществителното:
-or за I склонение (flicka – flickor);
-ar за II склонение (bil-bilar);
-er за III склонение (katt-katter);
-n за IV склонение (äpple-äpplen);
нулево окончание(Ø) за V склонение (bord-bord).
Глаголите в шведския език не притежават категорията число.

### Руски
Съвременният руски език има система за единствено число и за множествено число, но тъй като руският притежава и категорията падеж, то окончанията изразяват двете категории едновременно.
Пример:
Им.п. ед.ч.: У меня есть одна книга. (Имам една книга.)
Р.п. ед.ч.: У меня есть три книги. (Имам три книги.)
Р.п. мн.ч.: У меня есть пять книг. (Имам пет книги.)

### Фински
Във финския език всяко съществително има форми за единствено и множествено число:
Talo – къща;
Talot – къщи;
Taloissa – в къщите.

### Български
В българския език граматическата категория число е присъща на глаголните форми, на имената (съществителни, прилагателни, числителни редни) и на местоименията. Българският език притежава единствено и множествено число, както и бройна форма на съществителните в мъжки род, която е наследник на старобългарското двойствено число.

## Средства за изразяване на число при съществителните

### Афиксация
В някои езици показателите за мн.ч. се третират като суфикси, в други като флексия, в трети като думи-суфикси и т.н. Напр.: учител-И, кон-Е, път-ИЩА; нем. Tag-E, Uhr-EN, Bild-ER; англ. Hat- S [-s], day-S [-z], rose-S [-iz]. При някои съществителни афиксацията се съпровожда от морфонологични редувания напр. език – езици, петел – петли; англ. knife – knives.
В езиците, които си служат с многозначни афикси, афиксът може да означава едновременно числото и друга граматична категория, напр. падежа (както е в латински, руски и др.). В езиците с еднозначни (стандартни) афикси съответната морфема е белег само за множественост.
Редица езикови групи и семейства използват афиксацията за указване на числото. В угро-финските и самодийските езици е широко представен суфиксът *-t напр. фин. hevose – hevoset (кон-коне). В китайски, който има предпочитание към квантификаторите, е налице един-единствен морфологичен показател за числото – суфиксът –men. Той обаче няма системен и задължителен характер и се отнася предимно за един особен подклас „имена на лица“, напр. xuesheng-men – ‘учащите се’. Същият суфикс се използва и при отделни съществителни, назоваващи животни и птици, а в единични случаи – и при имена на неодушевени предмети. Афиксацията се прилага и в някои индиански езици, напр. в делауар: суфикс –ak (за одушевени обекти), суфикс -a (за неодушевени обекти).

### Вътрешна флексия
Става дума за вътрешни вокални модификации от типа на умлаута, както и за други сродни явления, напр. англ. man – men, foot – feet; нем. Vater – väter;
Една от възможностите за образуване на мн.ч. в арабски е преустройването на основата (т.нар. мн.ч. с вътрешно образуване). В някои палеоазиатски езици мн.ч. е изразено чрез вътрешна флексия (отнася се за група от думи).
Понякога вътрешната флексия е единственият белег за мн.ч. напр. нем. vater – väter (членът външно не се мени). В други случаи множествеността е изразена двукратно или дори трикратно, напр. нем. der Mann – die Männer (смяна на члена, вътрешна флексия, външна флексия).

### Вътрешна флексия, придружена от афиксация
Напр. нем. Gast – Gäste; англ. child – children (промяна в кореновата гласна + външна флексия).

### Членуване
В някои случаи граматическият член (определителен или неопределителен) е единствено средство за изразяване на противопоставянето сингулар – плурал (единствено – множествено число). Напр. фр. le coq – les coqs, le couteau – les couteaux.
Българският задпоставен член, който има статут на постфикс, е включен условно в този раздел. Той е двойно натоварен: изразява не само категорията определеност, но и категорията число. Докато в конЕ белегът за множественост е еднократен (окончанието –е), в конЕТЕ идеята за множественост е подсилена и от облика на определителния член (т.нар. двойно маркиране).

### Суплетивизъм
Суплетивната форма е семантично или стилистично натоварена и може да съществува успоредно с редовната форма за мн.ч. В повечето случаи тя е единствената форма за означаване на съответното граматическо значение, напр.: човек – хора; рус. человек – люди; фр. oeil – yeux;

### Редупликация
Редупликацията (удвояването, повторението) се счита за едно от най-древните средства за изразяване на множественост. Тя може да бъде:
- пълна – повтаря се целият звуков комплекс, напр. в японски: Ie – ieie ‘къща – къщи’, yama – yamayama ‘планина – планини’; хауса:dambe – dambedambe ‘борба – борби’;
- частична – повтаря се само част от думата, напр. сричка, напр. в уашо: gusu – gususu ‘бизон – бизони’; в пима: gogs – gogogs ‘куче – кучета’;
- без фонетична промяна, напр. в малайски: utan – utan – utan ‘гора – гори’;
- с фонетични изменения, напр. в японски: hi – hibi ‘ден – дни’; в хауса: tufa – tufafi ‘тъкан – тъкани’;

### Квантификатори
Квантификаторът може да бъде числително (за изразяване на определена множественост) или някаква друга дума – съществително, прилагателно, частица, наречие със значение ‘много, малко, няколко, доста’.
Съществителното в китайски е неутрално по отношение на числото, което се уточнява от контекста. За изразяване на множествено число се използват квантификатори. Виетнамският, който няма словоизменение, при необходимост прибягва до показатели за множественост (те се третират като морфеми или като частици). В тюркските езици множествеността може да се изрази не само с граматични, но и с лексикални средства напр. с помощта на числителни или на други думи – квантори от типа ‘много’, ‘малко’(ev – ev-ler ‘къща – къщи’).
Интересна е употребата в българския език на квантификатори и съществително с функция на събирателно (при особено съгласуване): много риба; много вожд, малко индианец;

### Показатели за клас
Едно от групиранията на имената в езиците с класове е с оглед на множествеността. В суахили mtu ‘човек’ принадлежи към I клас (показател m-), а watu ‘хора’ към II клас (показател wa-). В африканските езици мн.ч. може да се предаде не само чрез смяна на афикса класификатор, но и по други начини, които действат изолирано или съвкупно и не са еднакво продуктивни.
Един и същи език обикновено си служи с повече от едно средство за изразяване на множественост, а и различните средства имат нееднакво относително тегло. За българския език са характерни афиксацията, двойната натовареност на определителния член, суплетивизмът, квантификаторите (за подсилване на идеята за множественост или за изразяване на конкретно количество в рамките на множествеността).

## Видове число

### Единствено – множествено
Корелацията сингулар – плурал е доста абстрактна и до нея се е достигнало с лутания, с много умствени усилия и сравнително късно, като се е минало през епоха, в която е господствала представата за конкретна множественост. Най-разпространеното различие по число е между единствено число (сингулар), което означава един предмет или обектът въобще, и множествено число (плурал), което представя съвкупност от обекти от същия клас в определен или в неопределен брой. В българския език тази граматическа категория включва три грамеми: форми за единствено число и два вида форми за мн.ч.: самостойна и несамостойна. Формата за ед.ч. (напр. книга) означава един предмет. Самостойната (обикновената) форма за мн.ч. (напр. книги) означава разчленено множество от два или повече предмета. По разчленеността на множеството обикновената форма за мн.ч. и бройната форма се разтличават от събирателните съществителни като селячество, храсталак и др.под., които означават неразчленено множество. Несамостойната форма за мн.ч. – т.нар. бройна форма, която се образува само от същ. за нелица от м.р., завършващи на съгласна, означава ограничено разчленено множество. Бройната форма е несамостойна, защото задължително се придружава от квантификатори числителни имена и местоимения за количество пр.: пет стола, няколко стола, колко стола;
- Единствено число (сингулар)

Грамемата единствено число сигнализира липса на данни за разделно множество или единственост на явленията, означени с имена, или на глаголите. Грамемата единствено число сигнализира единичност на явленията. За изразяване на единствено число няма формален показател, т.е. като формален показател на единствено число се приема липсата на морфема за число в словоформите на думата (нулева морфема/Ø/). В този смисъл единствено число се приема за немаркиран член на морфологичната категория число.
- Множествено число (плурал)

Грамемата множествено число сигнализира разделно множество на явленията, означени с имена (маса – маси), и на глаголните лица (аз ходя – ние ходим). Множественото число в българския, а и в други езици, изразява множество, което е сбор от отделни единици, но не и множество, което се приема като компактна маса (сол, захар не се менят по число).
Множественото число е маркираният член на морфологичната категория число. Значението множествено число се сигнализира от наличието на формални маркери (морфеми) в слоовоформите на дадена дума. В български формалните показатели за мн.ч. са доста разнообразни.
Някои морфеми за мн.ч. в българския език:
- При имената:

1. -Е: мъжØ – мъжЕ, конØ – конЕ;
2. -И: черенØ – чернИ, окО – очИ, животнО – животнИ, такъвØ – такИва;
3. -ОВЕ/ЕВЕ: столØ – столОВЕ, бройØ – броЕВЕ;
4. -А: селО – селА, лицЕ – лицА;
5. -Я: полЕ – полЯ, морЕ – морЯ;
6. -ЕТА: полЕ – полЕТА, момчЕ – момчЕТА, дървО – дървЕТА;
7. -ЕНА: времЕ – времЕНА, семЕ – семЕНА, племЕ – племЕНА;
8. -ЕСА: дървО – дървЕСА, чудО – чудЕСА;
9. -ОВЦИ/ЕВЦИ: чичО – чичОВЦИ, сополанкО – сополанкОВЦИ, ШишманØ – ШишманОВЦИ, ЖелЬО – ЖелЕВЦИ.

- При глаголите:

1. -Е: виждаМ – виждаМЕ;
2. -М: летиØ – летиМ;
3. -ЕТЕ: пишИ – пишЕТЕ;
4. -И: отивалØ – отивалИ.

### Дуал (двойствено число)
Дуалът е характерен за различни части на речта: съществителните имена, местоименията, глаголите (едновременно и поотделно в зависимост от езика). Той е бил присъщ на праиндоевропейските, на старите индийски езици (напр. санскрит) и ирански езици (напр. староперсийските и авестийските езици), на старогръцкия, готския, старобългарския език и др. Двойствено число съществува и до днес в някои славянски езици (словенския и лужишките), в диалекти на литовския език и др. В угро-финския език е имало дуал, днес той е запазен само в мансийския, хантийския и саамския език. От семитските езици дуалът разполага с пълна парадигма само в арабския (при всички видове имена и при глаголите), в останалите езици от това семейство употребата му е силно ограничена.
Липсата на дуал в някои отмрели или живи езици може да се обясни или с изчезването му на даден етап от техния развой, или с вероятността той никога да не е съществувал в тяхната система (в алтийските езици няма дуал).
Понякога дуалът има ограничена употреба, например в акадския език в дуал са се поставяли само думи, означаващи две еднакви части на тялото. В ескимоско-алеутските езици имената имат три числа: единствено, множествено и двойствено.
Пример:
iglu означава „къща”;
igluk означава „две къщи”;
iglut означава „къщи”, неопределено много.
В тези езици дуалът се използва само когато двойствеността е много съществена и не е указана по друг начин в текста.

### Триал (тройствено число)
Триалът е граматическо число, което се отнася до три обекта, за разлика от единственото, двойственото и множественото число. Някои австронезийски езици, като толомако, лихир и др., притежават триал при местоименията. Не е известен език, който да притежава триал в системата на съществителните.

## Категорията число при отделничасти на речта

### Местоимения
При личните и притежателните местоимения категорията число не е морфологична категория, тъй като тези местоимения не притежават словоформи за изразяване на множество. При тези местоимения категорията число се определя като граматично-лексикална категория, тъй като значението множественост – немножественост се изразява не чрез отделна морфема, а на равнището на цялата лексема: аз – ние, ти – вие, мене – нас, тебе – вас, ме – ни, те – ви, ми – ни, ти – ви и т.н. При притежателните местоимения категорията число е лексикално-граматична само по отношение на изразяване на броя на притежателите – мой – наш, твой – ваш и т.н. Категорията число при при притежателните местоимения е морфологична и означава числото на притежаваните обекти: мойØ – моИ, нашØ – нашИ, вашØ – вашИ и т.н.

### Прилагателни
Категорията число при прилагателните е несамостойна категория: определя се от съществителното или местоимението, с които прилагателното се съгласува, т.е. взима техните граматически значения за число, например:
хубава маса – хубави маси;
мойØ столØ – мои столове.

### Глаголи
Числото при глаголите отразява обективните количествени признаци на предметите, на които се приписва динамичният процесуален признак, т.е. то е количествена характеристика на глаголното лице. Докато ед.ч. означава един предмет в ролята на глаголното лице, мн.ч. означава повече от един предмет. Числото при глаголите е обвързано с категорията лице и е по-целесъобразно да се говори за коплексна „уедрена“ категория лице-число. Също така множественото число при глаголите и съществителните няма едно и също значение – при глаголите плуралът не се отнася до самото действие (разхождаме се не означава ‘правим няколко разходки’), а изразява количествен признак по отношение на деятеля (повече от един субект извършва действието) и следователно представлява съгласувателен клас, както при прилагателните.